# كيفن ريان
كيفن ريان (بالإنجليزية: Kevin Ryan)‏ هو ممثل أيرلندي، ولد في 20 يونيو 1984 في جمهورية أيرلندا.

## أعمال

### أفلام
- (2006)  قيادة طوكيو[6]

## وصلات خارجية
- كيفن ريان على موقع IMDb (الإنجليزية)
- كيفن ريان على موقع ألو سيني (الفرنسية)
- كيفن ريان على موقع قاعدة بيانات الفيلم (الإنجليزية)